# 분포도서관
분포도서관은 부산광역시 남구에 있는 공립 도서관이다.

## 연혁
- 2018년 5월 29일 분포도서관 개관.